# Blairstown (Nueva Jersey)
El municipio de Blairstown (en inglés: Blairstown Township) es un municipio ubicado en el condado de Warren en el estado estadounidense de Nueva Jersey. En el año 2006 tenía una población de 5,982 habitantes y una densidad poblacional de 71 personas por km².

## Geografía
El municipio de Blairstown se encuentra ubicado en las coordenadas 40°58′45″N 74°59′49″O / 40.97917, -74.99694.

## Demografía
Según la Oficina del Censo en 2000 los ingresos medios por hogar en el municipio eran de $64,809 y los ingresos medios por familia eran $71,214. Los hombres tenían unos ingresos medios de $51,931 frente a los $33,646 para las mujeres. La renta per cápita para la localidad era de $27,775. Alrededor del 4.5% de la población estaba por debajo del umbral de pobreza.